# South China Morning Post
O South China Morning Post (também conhecido como  SCMP ou 'the Post'), juntamente com a sua edição de domingo, o The Sunday Morning Post, é um jornal de língua inglesa de Hong Kong, publicado pelo SCMP Group, e tem uma tiragem de 104.000 exemplares diários.
Em 11 de dezembro de 2015, o Alibaba Group anunciou a compra dos ativos de mídia do SCMP Group, incluindo o South China Morning Post pelo equivalente à U$S 264 milhões. Em 5 de abril de 2016, a aquisição foi concluída e o Alibaba Group se tornou oficialmente o novo dono do jornal South China Morning Post.